# Tradição Feri
A Tradição Feri (uma referência a Anderson Feri) é uma tradição iniciática de bruxaria neopagã moderna. É uma tradição de  êxtase, ao invés de fertilidade, decorrente da experiência de Cora e Victor Anderson. Forte ênfase é colocada na experiência sensual e sensibilização, incluindo misticismo sexual, que não se limita à expressão heterossexual.